# 溺れる魚
『溺れる魚』（おぼれるさかな）は、日本の小説家・戸梶圭太の小説。また、これを原作とした2001年公開の日本映画。

## 小説
2001年1月、新潮社初刊
「溺れる魚」と名乗る犯人による珍妙な脅迫事件を捜査する、2人の珍妙な刑事の活躍を描いている。

## 映画
2001年2月、東映系にて公開。
出演者は主演の椎名桔平を除くほとんどが監督である堤作品へ出演経験があり、自身も「集大成的な作品」と称している。

### キャスト
- 白州勝彦：椎名桔平
- 秋吉宗貴：窪塚洋介
- 相川真紀：仲間由紀恵
- 保坂蜂太郎：勝部演之
- 渋沢泰人：成宮寛貴
- 石巻修次：伊武雅刀
- エースのジョー：宍戸錠
- 岡部哲晃：IZAM
- 教祖：野際陽子
- 御代田警視正：渡辺謙
- 沢木：白竜
- 奈美：小山田サユリ
- DJ：松永弘二
- 由美：田口理恵
- 亜美：犬山犬子
- 緒方部長：河原さぶ
- 竹橋総務部長：三田村周三
- 嶋田広報部長：保積ぺぺ
- 瀧本経理部長：岩崎ひろし
- 梅林副社長：丸岡奨詞
- 堀内特別監察官：高橋和興
- 佐山特別監察官：多田木亮佑
- 阿部特別監察官：竹沢一馬
- 会議室の女：渡辺妙子
- 西本営業第二部長：柏井浩三
- 踊りを教えるOL：氏家恵、奥平紋子、福冨薫
- ファミレスの変態：大倉孝二
- テコンドーのコウ：池崎英洋
- ボロアパートの犯人：柴崎蛾王
- 嶋田の娘：井端珠里
- クスリの売人：辰巳佳太、渡辺慎一郎
- アナウンサー：中村容子、三田佐代子
- AD：森田和伸
- 須崎人事部長：永幡洋
- 東野技術開発部長：名取幸政
- おたく社員：村杉蝉之介
- 取立屋：佐藤二朗
- 少年時代の岡部：北村優
- タトゥーの男：笹本昌幸
- ビビる刑事：伊東優次郎
- チャン：さとうこうじ
- 司会者：ミスターちん
- アシスタント：日高よう子
- 大田原信者：川俣しのぶ
- フェイ：邱思維
- 長さん：でんでん
- ワンギャル：竹下玲奈、相沢真紀
- サオ師：前原一輝
- ヘビメタ：森本武晴
- クチクサ：中島啓介
- テロ：大槻博之
- ファッキン：古矢和実
- 恩田さん：高崎隆二
- バカ男：牧田圭史
- ノーチン：佐藤裕
- カッパ：柿澤隆史
- ピグモン：三島ゆたか
- キース：みずと良

### スタッフ
- 監督：堤幸彦
- 脚本：横谷昌宏
- 原作:戸梶圭太
- タイトルバック・OBAKEアート：薗田賢次
- 助監督：木村ひさし
- 撮影：唐沢悟
- 照明：石田健二
- 音楽：見岳章
- サウンドコーディネーター：志田博英
- 音響効果：ヴェントゥオノ
- 主題歌：鬼束ちひろ「edge」
- 美術：稲垣尚夫
- 特殊効果：鳴海聡、船橋誠
- 特殊メイク：松井祐一
- ガンエフェクト：BIGSHOT
- カースタント：スーパードライバーズ
- 劇中モーニング娘。のシーンの振り付け：夏まゆみ
- 劇中モーニング娘。のシーンのダンス指導：佐藤のぶこ、松本八重子
- CG：ナイス・デー
- タイトル：マリンポスト
- スタジオ：日活撮影所
- MA：東宝サウンドスタジオ
- 現像：東京現像所
- 製作者：佐藤雅夫、芳賀吉孝
- 企画：遠藤茂行、伊藤満
- プロデューサー：渡邊範雄、出目宏、菅野賢司
- 製作協力：株式会社タイムズイン、オフィスクレッシェンド
- 製作：東映、エイチ・エム・ピィ、東映エージェンシー